# Mbambao Mtsanga
Mbambao Mtsanga este un oraș în Comore, în  insula autonomă Anjouan. În 2012 avea o populație de 6761, iar la recensământul din 1991 avea 3534 locuitori.